# Jaroslav Bába
Jaroslav Baba (Karviná, República Checa, 2 de septiembre de 1984) es un atleta checo, especializado en la prueba de salto de altura en la que llegó a ser medallista de bronce olímpico en 2004.

## Carrera deportiva
En los JJ. OO. de Atenas 2004 ganó la medalla de bronce en el salto de altura, con un salto de 2.34 metros, quedando en el podio tras el sueco Stefan Holm (oro con 2.36 m) y el estadounidense Matt Hemingway (plata también con un salto de 2.34 m pero en menos intentos).